# Fonoteca Neotropical Jacques Vielliard
A Fonoteca Neotropical Jacques Vielliard (FNJV) é uma coleção de arquivos de vocalizações de animais da região Neotropical deixada pelo professor e ornitólogo Jacques Marie Edme Vielliard da Universidade Estadual de Campinas. A FNJV, outrora chamada de Arquivo Sonoro Neotropical (ASN) foi oficialmente fundada em 1978, mas as gravações mais antigas datam das décadas de 1950 e 1960. Atualmente o coordenador é o prof. Luís Felipe Toledo, professor do Departamento de Biologia Animal da Unicamp.
É uma das maiores coleções sonoras de animais no mundo contendo gravações de todos os grupos de vertebrados (peixes, anfíbios, répteis, aves e mamíferos) e alguns grupos de invertebrados (como insetos e aracnídeos). Atualmente tem mais de 30 mil dos 40 mil sons tombados e digitalizados.
O banco virtual é um projeto da Universidade Estadual de Campinas, resultado de uma ação conjunta entre o Laboratório de Sistemas de Informação do Instituto de Computação e a FNJV, do Museu de Zoologia "prof. Adão José Cardoso" do Instituto de Biologia. O objetivo deste banco é permitir acesso online aos dados da coleção sonora, enviar novos arquivos para incorporação na coleção e realizar pedidos de concessão de arquivos já depositados.